# Cantó de Romorantin-Lanthenay-Nord
El cantó de Romorantin-Lanthenay-Nord és un cantó francès del departament de Loir i Cher, situat al districte de Romorantin-Lanthenay. Té 4 municipis i part del de Romorantin-Lanthenay.

## Municipis
- Courmemin
- Millançay
- Romorantin-Lanthenay (part)
- Veilleins
- Vernou-en-Sologne

## Història
| Data d'elecció                           | Identitat       | Partit                 | Qualitat |
| ---------------------------------------- | --------------- | ---------------------- | -------- |
| 1945-1949                                | Lucien Breitman | Republicà progressista |          |
| 1949-1961                                | Maurice Leclert | Divers droite          |          |
| 1961-1967                                | Jacques Thyraud | UNR                    |          |
| 1967-1985                                | Lucien Gigaud   | SFIO, després PS       |          |
| 1985-1992                                | Jean Hubert     | UDF-CDS                |          |
| 1992-2011                                | Jeanny Lorgeoux | PS                     |          |
| 2011-                                    | Tania André     | PS                     |          |
| les dades anteriors no són pas conegudes |                 |                        |          |
|                                          |                 |                        |          |